# Martin Arpåker
Martin Gustav Kristofer Arpåker, född 1990 i Öljehults församling, är en svensk organist och riksspelman.
Martin Arpåker är utbildad till organist vid Musikhögskolan i Malmö. Han har studerat för bland andra professor Hans Hellsten, Marianne Jacobs, Daniel Frank, Britta Johansson och Olle Persson.
Han har dirigerat bland annat Radiokören, Eric Ericsons Kammarkör, Mariakören i Västerås, Lunds vokalensemble (körledare 2016-2023), Maria Magdalena Kammarkör i Stockholm. Mellan 2015 och 2020 var Arpåker organist i Sankt Petri kyrka, Malmö. Mellan 2020 och 2023 var Arpåker verksam i S:t Nicolai kyrka i Trelleborg som organist.